# Кислі гірські породи
Кислі гірські породи — група магматичних гірських порід, у хімічному складі яких кремнезем становить 65–80 % (наприклад, граніти, ґранодіорити, пегматити, туфи). Головні мінерали: кварц (20–30 %), лужний польовий шпат (ортоклаз, рідше — мікроклін, санідин для вулканічних відмін 25–35 %), кислий плагіоклаз (альбіт — олігоклаз, рідше — андезин, 20–30 %), кольорові мінерали (біотит, амфібол, піроксени — 5–15 %); акцесорні — апатит, циркон, ортит, сфен, магнетит, ільменіт та ін. У залежності від генезису кристалічні гірські породи відносять або до плутонічного (повнокристалічна структура), або до вулканічного класу (порфірова структура зі склом).
За хімічним складом поділяють на нормальні, сублужні і лужні.
Серед кристалічних гірськіх порід нормального ряду виділяють сімейства: ґранодіоритів (у вулканічному класі дацитів), низьколужних гранітів (низьколужних ріодацитів), гранітів (ріодацитів), лейкогранітів (ріолітів); 
Кристалічні гірські породи сублужного ряду — кварцових сієнітів (трахідацитів), сублужних гранітів (трахіріодацитів), сублужних лейкогранітів (трахіріолітів); 
Ккристалічні гірські породи лужного ряду — лужних кварцових сієнітів (лужних трахідацитів, лужних гранітів (пантелеритів), лужних лейкогранітів (комендитів). 
Кислі породи зазвичай світлого кольору і мають питому вагу менше 3. Найпоширенішою кислотною породою є граніт. Звичайні кислі мінерали включають кварц, мусковіт, ортоклаз і багаті натрієм плагіоклазові польові шпати (багаті альбітом). Ккристалічні гірські породи (головним чином інтрузивні) поширені значно ширше, ніж основні гірські породи. 